# Durbars de Delhi
Pour les articles homonymes, voir Durbar.
 (novembre 2015).
Si vous disposez d'ouvrages ou d'articles de référence ou si vous connaissez des sites web de qualité traitant du thème abordé ici, merci de compléter l'article en donnant les références utiles à sa vérifiabilité et en les liant à la section « Notes et références ».

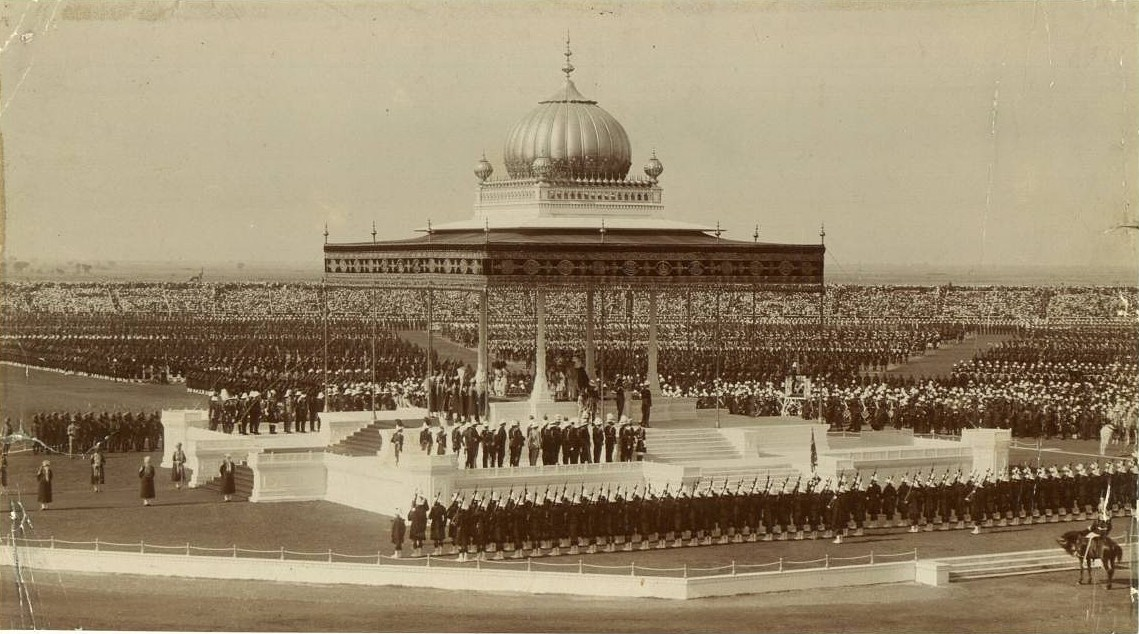
Le Delhi Durbar de 1911, avec le roi George V et la reine Mary assis sur les dais.

Les durbars de Delhi (hindi : दिल्ली दरबार, ourdou : دہلی دربار ; « durbar » est un mot d'origine persane qui veut dire « cour » en hindi et ourdou) sont des rassemblements qui ont eu lieu à Coronation Park, à Delhi, en Inde à trois reprises (1877, 1903 et 1911), pour marquer l'avènement d'un empereur ou d'une impératrice des Indes, dans le cadre de l'Empire britannique. 

## Le durbar de 1877

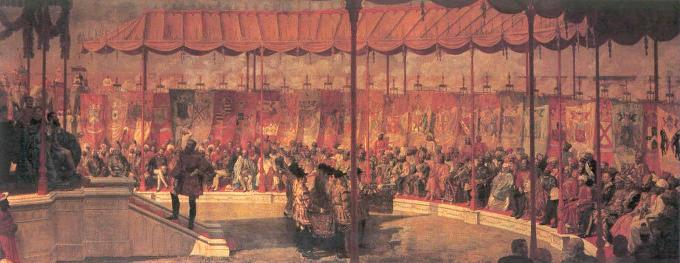
Le durbar de Delhi de 1877. Le vice-roi des Indes est assis sur l'estrade à gauche.

Appelé en anglais « Proclamation Durbar » (durbar de la proclamation), ce durbar a eu lieu le 1er janvier 1877 afin de proclamer la reine Victoria impératrice des Indes. Il s'agissait  d'un événement officiel auquel la population n'a pas participé massivement, au contraire des deux autres. À l'intérieur du Victoria Memorial, à Calcutta, se trouve une inscription tirée du message adressé au peuple indien par la reine Victoria à l'occasion de ce durbar. La médaille de l'impératrice des Indes, destinée à commémorer cet événement, a été frappée et distribuée aux invités d'honneur. 
À cette occasion, Ramanath Tagore (hi) a été fait maharaja par Lord Lytton, vice-roi des Indes. Ganesh Vasudeo Joshi (en), s'exprimant au nom de la Poona Sarvajanik Sabha (en) a demandé à cette occasion à « Sa Majesté d'accorder à l'Inde le même statut politique et social que celui dont jouissent ses sujets britanniques », demande qui a été considérée par la suite comme l'une des actions marquant le début du mouvement pour l'indépendance de l'Inde. Le durbar a fait l'objet de controverses en raison des dépenses qu'il a occasionnées dans le contexte de la grande famine de 1876-1878

## Le durbar de 1903

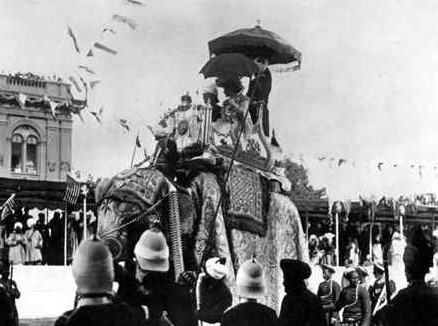
Lord Curzon et Lady Curzon arrivant au durbar de Delhi de 1903.

Le durbar de 1903 a été organisé pour célébrer l'avènement d'Édouard VII et son épouse Alexandra de Danemark comme empereur et impératrice des Indes. Les deux semaines complètes de festivités ont été préparées par Lord Curzon : village de tentes, chemin de fer léger temporaire pour amener les spectateurs à partir de Delhi, bureau de poste, téléphone et installations télégraphiques, magasin, une force de police avec un uniforme spécialement conçu, l'hôpital, tribunal, assainissement, drainage, éclairage électrique... 
Édouard VII, à la déception de Curzon, ne s'y est pas rendu lui-même, mais a envoyé son frère, le duc de Connaught, arrivé en train de Bombay tandis que Curzon et son gouvernement arrivaient depuis Calcutta. De nombreux maharadjahs sont venus de toute l'Inde, et les forces militaires britanniques en Inde, commandées par Lord Kitchener, ont défilé. L'événement a été largement couvert par la presse internationale, et les séquences vidéo tournées à cette occasion ont connu un grand succès dans toute l'Inde, contribuant au lancement de l'industrie du cinéma dans ce pays.

## Le durbar de 1911

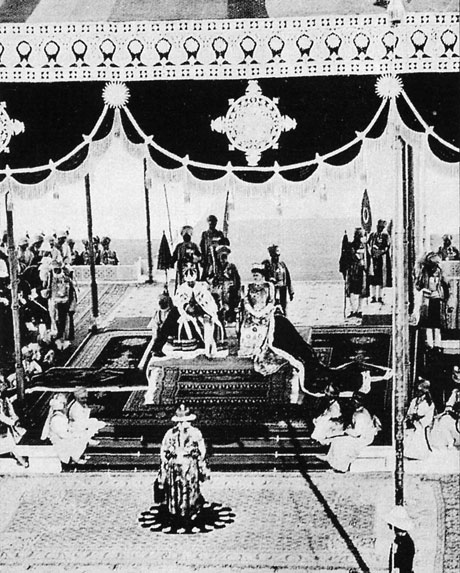
Le roi George V et la reine Mary au durbar de Delhi de 1911. Ils portent respectivement la couronne impériale des Indes et la couronne de la reine Mary.

Le troisième durbar se tient en décembre 1911, afin de célébrer le couronnement en Grande-Bretagne quelques mois plus tôt du roi George V et de la reine Mary et de les proclamer empereur et l'impératrice des Indes. L'annonce du transfert de la capitale de l'Inde de Calcutta à Delhi est faite à cette occasion. George V a également posé la première pierre de New Delhi. Les cérémonies officielles ont duré du 7 au 16 décembre, le durbar proprement dit ayant lieu le 12. Pour la première fois, le roi et la reine s'y rendent en personne. Un long-métrage de l'événement intitulé Avec notre roi et notre reine à travers l'Inde (With Our King and Queen Through India, aussi intitulé The Durbar in Delhi, 1912) est filmé en couleurs (processus Kinémacolor) et diffusé dans les salles de cinéma à partir du 2 février 1912.

## Fin des durbars
Lorsqu'Édouard VIII abdique en décembre 1936, il est initialement prévu que son successeur George VI se rende en Inde pour un durbar. Le Congrès national indien adopte une motion appelant à boycotter cette visite quelques semaines après son accession au trône. En février 1937, le député communiste William Gallacher critique la tenue de telles festivités dans un pays où la plus grande partie de la population vit dans la pauvreté. Dans un discours d'octobre 1937, le roi indique espérer être en mesure de visiter prochainement son empire. Néanmoins, du fait du déclenchement de la Seconde Guerre mondiale et de l'indépendance de l'Inde en 1947, ce voyage n'a pas lieu.